# Compresia imaginilor
Compresia imaginilor este un tip de compresie a datelor aplicată imaginilor digitale, pentru a reduce costurile de stocare sau transmisie. Algoritmii pot profita de percepția vizuală și de proprietățile statistice ale datelor din imagini pentru a oferi rezultate superioare comparativ cu metodele generice de compresie a datelor care sunt utilizate pentru alte date digitale.

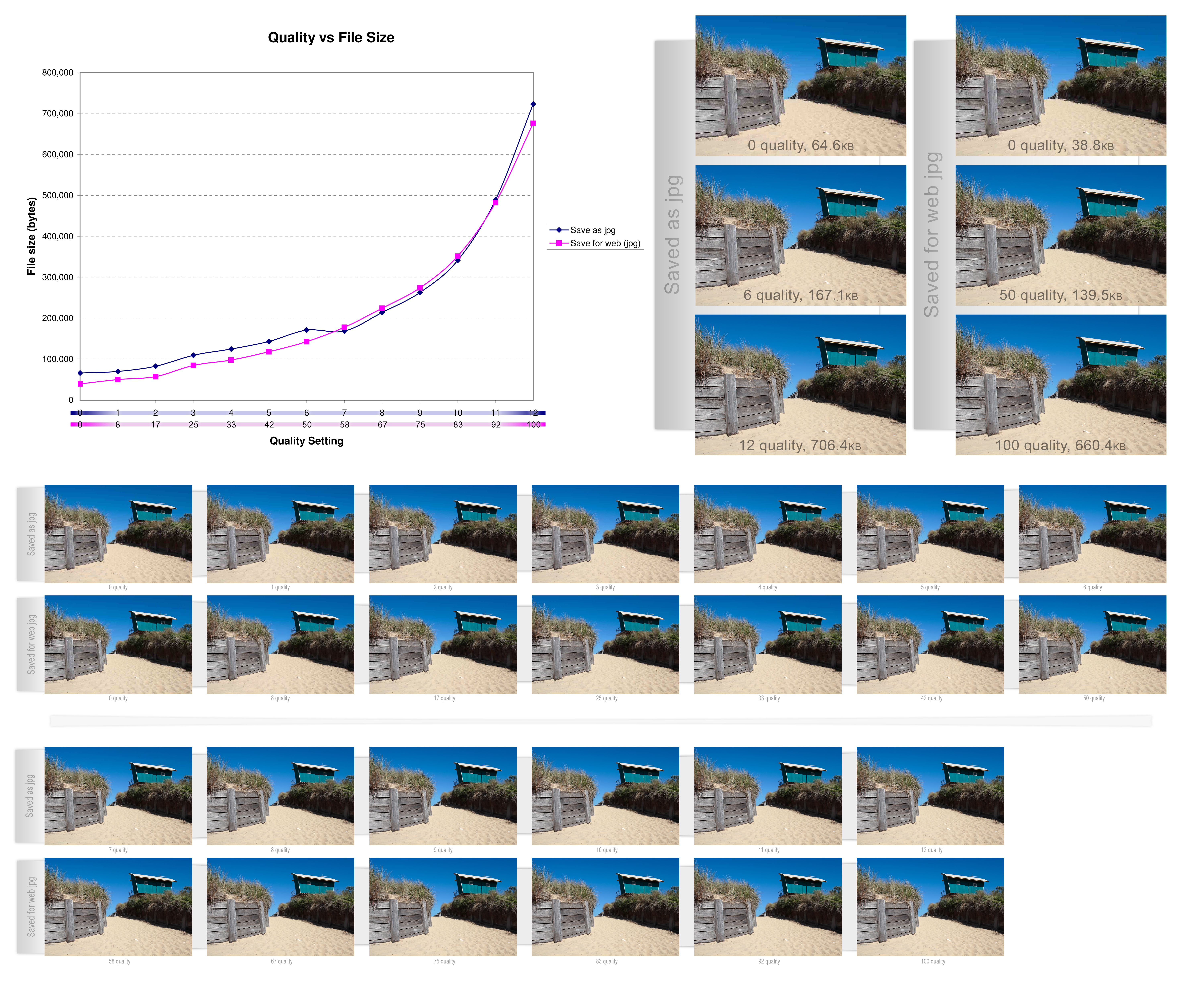
Compararea imaginilor JPEG salvate de Adobe Photoshop cu diferite niveluri de calitate și cu sau fără „salvare pentru web”

## Compresia imaginilor cu și fără pierderi
Compresia imaginilor poate fi cu⁠(d) sau fără pierderi⁠(d). Compresia fără pierderi este preferată în scopul arhivării și adesea pentru imagistica medicală, desenele tehnice, clip art⁠(d) sau benzi desenate. Metodele de compresie cu pierderi, mai ales la volume de date reduse, introduc artefacte de compresie⁠(d). Metodele cu pierderi sunt potrivite în special pentru imagini naturale, cum ar fi fotografiile, în aplicații în care este acceptabilă o pierdere minoră (uneori imperceptibilă) de fidelitate pentru a obține o reducere substanțială a volumului de date. Pierderea de compresie care produce diferențe neglijabile poate fi numită „fără pierderi vizuale”. 
Metodele pentru comprimarea imaginilor fără pierderi sunt: 
- run-length encoding⁠(d) — utilizată în metoda implicită din PCX file format family⁠(d) și ca una dintre cele posibile în BMP, TGA⁠(d), TIFF
- Area image compression
- differential pulse-code modulation⁠(d) și codificarea predictivă
- Codificarea entropică⁠(d)
- Algoritmi adaptivi cu dicționar, cum ar fi Lempel–Ziv–Welch⁠(d) — utilizat în GIF și TIFF
- DEFLATE⁠(d) — utilizat în PNG, MNG⁠(d) și TIFF
- Chain code⁠(d)

Metode de comprimare cu pierderi: 
- Reducerea spațiului de culoare⁠(d) la culorile⁠(d) cele mai comune din imagine. Culorile selectate sunt specificate în paleta de culori⁠(d) din antetul imaginii comprimate. Fiecare pixel se referă doar la indexul unei culori din paleta de culori, această metodă poate fi combinată cu dither⁠(d) pentru a evita posterizarea⁠(d).
- Subeșantionarea crominanței⁠(d).  Aceasta profită de faptul că ochiul uman percepe schimbările spațiale ale luminozității mai accentuat decât cele de culoare, prin medierea sau scăderea unor informații de crominanță din imagine.
- Codificare cu transformare⁠(d).  Aceasta este metoda cea mai frecvent utilizată. În special, se folosește pe scară largă o transformare înrudită cu transformata Fourier,⁠(d) cum ar fi transformata cosinus discretă (DCT):[2] DCT este uneori denumit ă„DCT-II” în contextul unei familii de transformări cosinus discrete; de exemplu, vezi transformata cosinus discretă. Transformarea wavelet⁠(d) mai recent dezvoltată este de asemenea utilizată extensiv, urmată de cuantizare⁠(d) și codificarea entropică⁠(d).
- Compresie fractală⁠(d).

## Alte proprietăți
Cea mai bună calitate a imaginii la o anumită rată de compresie este obiectivul principal al comprimării imaginii, dar există și alte proprietăți importante ale schemelor de compresie a imaginilor: 
Scalabilitatea se referă în general la o reducere a calității obținută prin manipularea datelor sursă (fără decompresie și recompresoe). Alte nume pentru scalabilitate sunt codare progresivă sau embedded bitstreams. În ciuda naturii sale contradictorii, scalabilitatea poate fi găsită și la codecurile fără pierderi, de obicei sub formă de scanări de pixeli grosiere-fine. Scalabilitatea este utilă în special pentru previzualizarea imaginilor în timpul descărcării lor (de exemplu, într-un browser web) sau pentru furnizarea de acces la calitate variabilă ca în bazele de date. Există mai multe tipuri de scalabilitate: 
- Progresivă calitativ: fluxul de biți îmbunătățește succesiv imaginea reconstruită.
- Progresivă în rezoluție: Se codifică întâi o rezoluție mai mică a imaginii; apoi se codifică diferența față de rezoluțiile mai mari.[3][4]
- Progresivă în componente: se codifică mai întâi versiunea în tente de gri; apoi se adăugă culorile.

Codificarea pe regiuni de interes.  Anumite părți ale imaginii sunt codificate cu o calitate mai bună decât altele. Aceasta poate fi combinată cu scalabilitatea (se codifică mai întâi aceste părți, altele mai târziu). 
Metainformații.  Datele comprimate pot conține informații despre imaginea care poate fi utilizată, pentru clasificare, căutare sau răsfoirea imaginilor. Aceste informații pot include statistici de culoare și textură, imagini de previzualizare⁠(d) mici și informații despre autor sau despre drepturile de autor. 
Puterea de procesare. Algoritmii de compresie necesită cantități diferite de putere de procesare⁠(d) pentru a codifica și decodifica. Unii algoritmi de compresie puternică necesită o putere de procesare mare. 
Calitatea unei metode de comprimare este adesea măsurată prin raportul semnal-zgomot⁠(d). El măsoară cantitatea de zgomot introdusă printr-o comprimare cu pierderi a imaginii, totuși, judecata subiectivă a privitorului este considerată și ea o măsură importantă, probabil cea mai importantă măsură. 